# Lovitura Militară de Stat din Turcia (1980)
Lovitura Militară din Turcia care s-a desfășurat pe 12 septembrie 1980, condusă de către șeful Conducerii Generale Militare turcești, generalul Kenan Evren, a fost cea de-a treia din istoria recentă a Turciei, după alte două, cea din 1960 și cea din 1971.

## Istoric
Anii '70 ai secolului trecut au fost marcați de conflictele înarmate ale extremiștilor de stânga și dreapta, în cele mai dese cazuri sub forma unor războaie de proximitate dintre Statele Unite ale Americii și URSS.Pentru a crea un pretext pentru o intervenție decizivă, Forțele militare turcești au permis conflictelor să escaleze. unii spun că ei au adoptat într-un mod activ o strategie de tensiune. Violența s-a oprit abrupt după aceea, iar lovitura militară a fost considerată ca fiind binevenită, crezându-se că va restitui pacea și ordinea.
Pentru următorii 3 ani Forțele militare turcești au condus țara prin Consiliul național de Securitate, înainte ca democrația să fie restaurată.